# امبیجول
امبیجول (به عربی: مستوطنة أمبیجول) یک منطقهٔ مسکونی در سودان است.